# Kirchsaal Ackerstraße

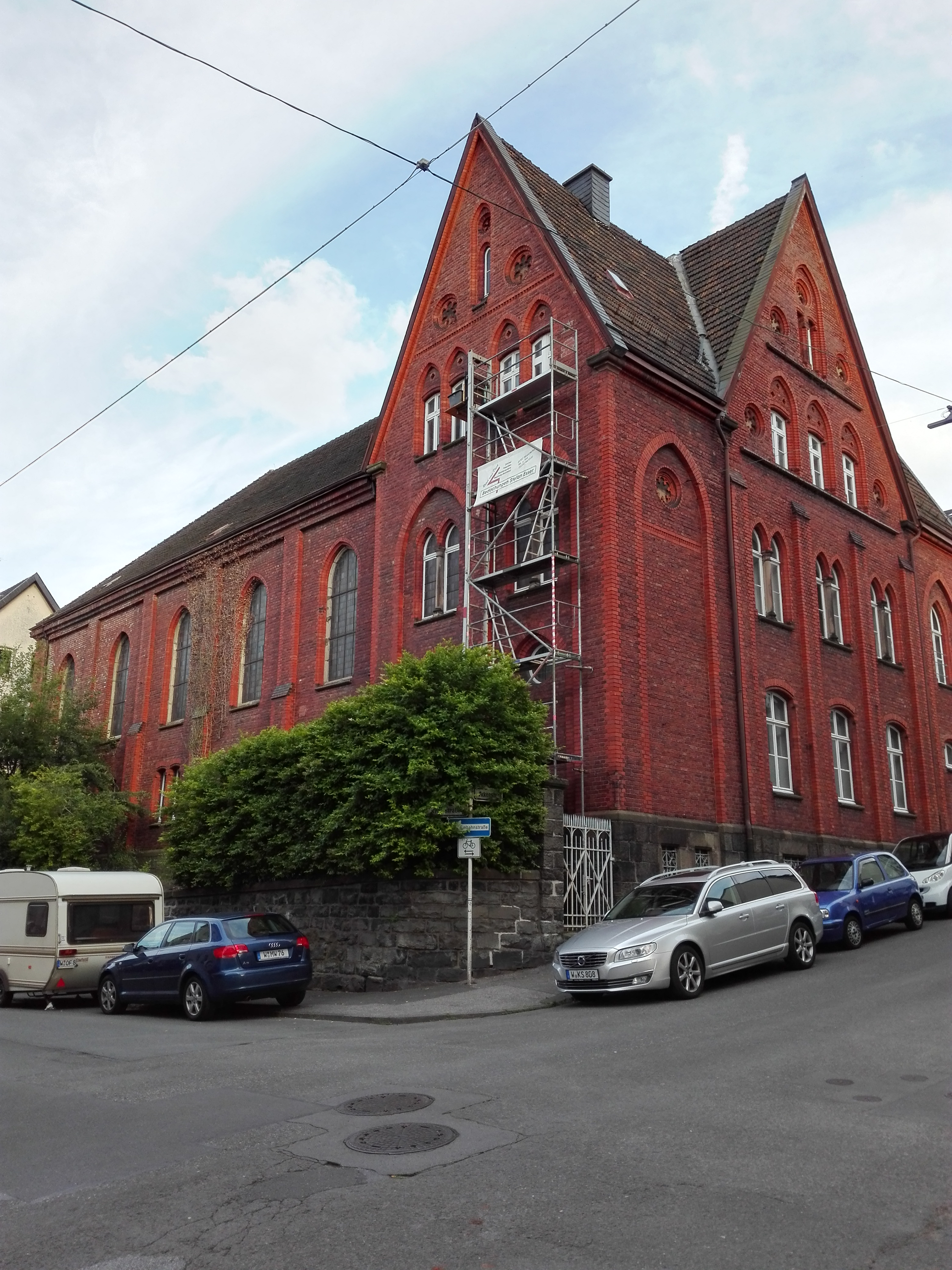
Kirchsaal Ackerstraße

Der Kirchsaal Ackerstraße (aufgrund seiner Größe oft auch Evangelische Kirche Heckinghausen) ist ein Evangelischer Kirchbau im Wuppertaler Stadtteil Heckinghausen und war bis 2016 größte Predigtstätte der Vereinigten Evangelischen Kirchengemeinde Heckinghausen. Als ein Beispiel für die neugotische Bauweise der Zeit steht das 1893/1894 errichtete Gebäude seit dem 15. Juli 1994 unter Denkmalschutz.

## Geschichte
Die Geschichte des Kirchsaals Ackerstraße beginnt mit der Einrichtung eines Gemeindebezirkes der reformierten Kirchengemeinde Gemarke 1893 im damals stark von Wupperfelder Lutheranern geprägten Heckinghausen. Durch Zuzug vieler preußischer Lutheraner verlor die reformierte Gemeinde Gemarke ihre Vormachtposition im Herzen Barmens, was durch den Bau mehrerer lutherischer Kirchen im ursprünglich durchweg reformierten Barmer Südosten verdeutlicht wurde (ausgehend von der Alten Kirche Wupperfeld 1869 die Friedenskirche, 1872 die Johanniskirche, 1911 die Lutherkirche und schließlich 1930 die Auferstehungskirche). Die reformierte Gemeinde Gemarke begegnete dieser Entwicklung mit dem Bau eines Gottesdienstsaales mit umfangreichem Gemeindezentrum nahe dem Heckinghauser Zentrum, mit dessen Ausführung der Barmer Architekt Gerhard August Fischer beauftragt wurde. Nach einem Jahr Bauzeit konnte der neue Gemeindekomplex am 9. Mai 1894 feierlich eröffnet werden, und schon nach wenigen Monaten ist der inoffizielle Name Reformierte Kirche Heckinghausen anstatt des offiziellen Namens Kirchsaal Ackerstraße geläufig, was seiner besonders stattlichen Ausführung zu verdanken ist.

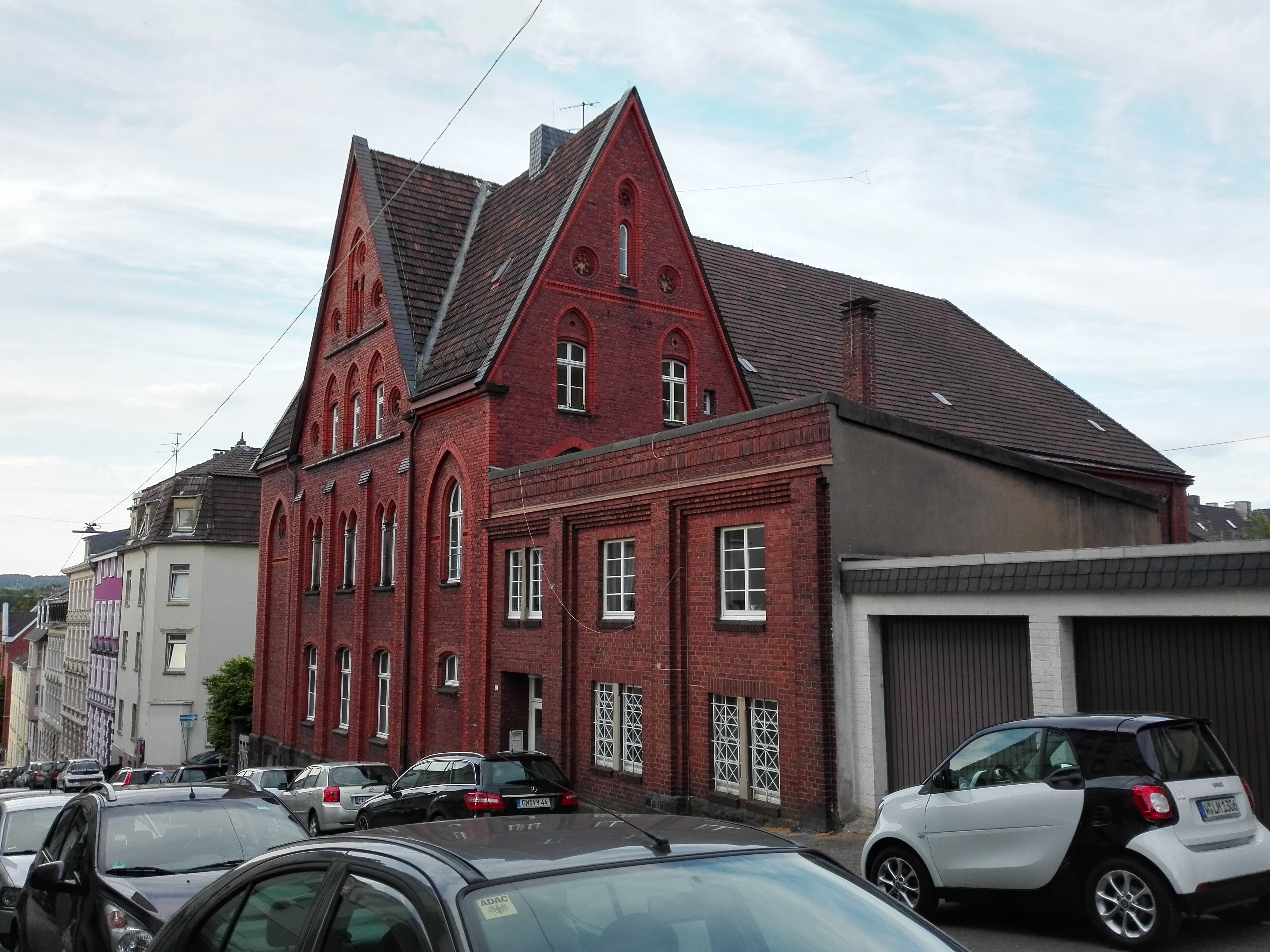
Ansicht von Süden

Während der Luftangriffe auf Barmen wurde der Kirchsaal durch Brandbomben schwer getroffen, was die Substanz des Gebäudes schwer beschädigte, die Innenausstattung sowie Fenster unrettbar zerstörte. Gemeindepfarrer Kuhlmann entkam in jener Nacht nur knapp dem Tod, da auch das Pfarrhaus Krautstraße 74 als fester Teil des Gebäudekomplexes schwer getroffen wurde und bis auf die Grundmauern ausbrannte. Die Wiederherstellungsarbeiten begannen bereits kurz nach Kriegsende und wurden 1949 abgeschlossen, mit den Arbeiten wurde der Wuppertaler Architekt Adolf Schröder betraut. Die Wiedererrichtungsarbeiten des Pfarrhauses Krautstraße dauerten noch bis 1951 an.
1984 wurde die Reformierte Gemeinde Heckinghausen mit der lutherischen Gemeinde (ehemalige Johanniskirchengemeinde) zusammengelegt und unter dem Namen Vereinigte Evangelische Kirchengemeinde Heckinghausen neu strukturiert. Der Kirchsaal Ackerstraße ist nun Predigtstätte des zweiten Bezirks, Gottesdienste finden jeden zweiten und fünften Sonntag im Monat statt, alle weiteren Gottesdienste im Paul-Gerhardt-Haus der ehemaligen lutherischen Gemeinde; daneben wird die Auferstehungskirche am Norrenberg als vereinzelte Predigtstätte des dritten Gemeindebezirks genutzt. Im Oktober 1991 und erneut im Juni 1993 beschloss das Presbyterium der Gemeinde in einer überregional aufsehenerregenden Aktion die Gewährung des Kirchenasyls mehrerer Asylsuchender im Kirchsaal Ackerstraße, die dort aufgenommen wurden. Dieses Ereignis war erstmals in Wuppertal. Am 4. April 1994 übertrug der ARD deutschlandweit den Ostergottesdienst aus dem Kirchsaal Ackerstraße, und am 9. Mai feierte man mit einem großen Gemeindefest das 100-jährige Bestehen des Kirchsaals.
2014 gingen erste Gerüchte um, dass die Gemeindeleitung plane, den Gebäudekomplex zu verkaufen. Diese Überlegungen bestätigten sich im Frühjahr 2016, als die Gemeinde offiziell verkündete, den Kirchsaal als Gottesdienststätte zugunsten des neu sanierten Paul-Gerhardt-Hauses aufzugeben. Zuvor wurde er seit einigen Jahren wegen seiner maroden und fast unbenutzbaren Heizungsanlage nur noch im Sommer benutzt, und jeden Herbst wurde eine kleine Prozession anlässlich des Umzugs über den Winter in das Paul-Gerhardt-Haus abgehalten. Der Kirchsaal war dringend sanierungsbedürftig und die Heizungsanlage erlitt in den letzten Monaten zudem einen schweren Schaden am Heizkessel, dessen Reparaturkosten für die Gemeinde nicht mehr zu tragen waren. Am 30. Oktober 2016 fand der letzte Gottesdienst statt, ein erster Verabschiedungsgottesdienst wurde bereits zum Sommernde und zum Umzug in das Paul-Gerhardt-Haus im Juni gehalten. Das Gebäude wurde verkauft und befindet sich nun in Privatbesitz.

## Baubeschreibung
Das Gebäude ist ein mehrstöckiger Backsteinbau im Stil der Neugotik. Der an der Ostseite befindliche Kirchsaal ist zwanzig Meter lang, sechzehn Meter breit und mit dem Chor nach Osten ausgerichtet. Der einer Saalkirche entsprechende Kirchsaal befindet sich im Erdgeschoss des an einem Nord-Süd-Gefälle errichteten Gebäudes, im Untergeschoss befanden sich eine Küsterwohnung sowie die Heizräume. Der Saal wird von fünf Jochen mit Spitzbogenfenstern gegliedert und schließt mit einer flachen Wand ab. Im Giebel des im Innensaal ebenfalls spitzen Satteldaches befindet sich eine kreisrunde Fensterrosette, die als einziges Fenster der Kirche bunt gestaltet ist, alle anderen Fenster sind nach reformierter Sitte vollkommen schmucklos und schlicht. Ursprünglich besaßen die Fenster ein sehr fein ausgeführtes Maßwerk, das aber nach dem Krieg nicht wiederhergestellt wurde. Eine an drei Seiten umlaufende hölzerne Empore ermöglicht einen Blick von allen Seiten auf den Kanzelbereich, auch die Kirchenbänke richten sich im unteren Bereich ganz nach reformierter Art auf die Kanzel aus.
Dem Gebäude ist nach Westen zur Ackerstraße der dreigeschossige Gebäudeteil mit den Gemeindesälen vorgesetzt. Die zweiteiligen, kleineren Fenster sind ebenfalls von deutlichen backsteinernen Spitzbögen umgeben, die dem eher wuchtigen Bau einen deutlichen Höhendrang verleihen. Im Erdgeschoss befindet sich ein geräumiger Foyertrakt sowie eine Küche mitsamt WC. Dieser Foyertrakt verfügt neben dem Eingang an der Nordseite zur Krautstraße über einen weiteren Eingang an der Südseite des Gebäudes in einem 1928 angebauten zweigeschossigen Flachbau. Im ersten Stock befanden sich die Gemeindesäle sowie im Foyertrakt die Räume zur Konfirmandenarbeit. Im Obergeschoss war neben den elektrischen Anlagen auch das Gemeindearchiv beheimatet.